# Dasyvalgus luctuosus
Dasyvalgus luctuosus är en skalbaggsart som beskrevs av Raffaello Gestro 1891. Dasyvalgus luctuosus ingår i släktet Dasyvalgus och familjen Cetoniidae. Inga underarter finns listade i Catalogue of Life.